# Igreja do Profeta Elias (Salonica)
Profeta Elias (em grego: Προφήτη Ηλία; romaniz.: Prophete Elía) é uma igreja do século XIV de Salonica, na Grécia, e integrante dos Monumentos Paleocristãos e Bizantinos de Salonica da lista de Patrimônio Mundial da Unesco desde 1988. Está localizada na porção superior da cidade velha, e data do período Paleólogo, mas sua dedicação original é desconhecida. No período otomano, foi conhecida como Mesquita Saraylı, e através duma má interpretação de seu nome veio a ser dedicada modernamente ao profeta Elias. Foi tradicionalmente identificada com o católico (sede) do Mosteiro Novo, erigido ca. 1360-1370 no sítio dum antigo palácio destruído em 1342 pela revolta dos zelotes.
Pesquisa recente, contudo, tem duvidado disso, uma vez que o Mosteiro Novo continuou a operar no período otomano, enquanto a Igreja do Profeta Elias foi convertida em mesquita por Badrá Mustafá Paxá imediatamente após a captura da cidade em 1430. Com base em sua decoração interna, tem sido sugerido que a igreja era o católico do importante Mosteiro de Acapnios.
Seu estilo arquitetônico, uma variação da igreja de cruz inscrita conhecida como o "tipo Atonita", é única na cidade, e foi sempre reservada aos católicos dos mosteiros. A cuidadosa alvenaria, de alternados cursos de tijolos e silhares brancos, é também incomum de Salonica e sua região; é uma cópia da arquitetura constantinopolitana. Fragmentos da decoração original da igreja sobreviveram na forma de pinturas murais, ricos exemplos da arte paleóloga tardia, que influenciou pintores posteriores na Sérvia.